# Тандава

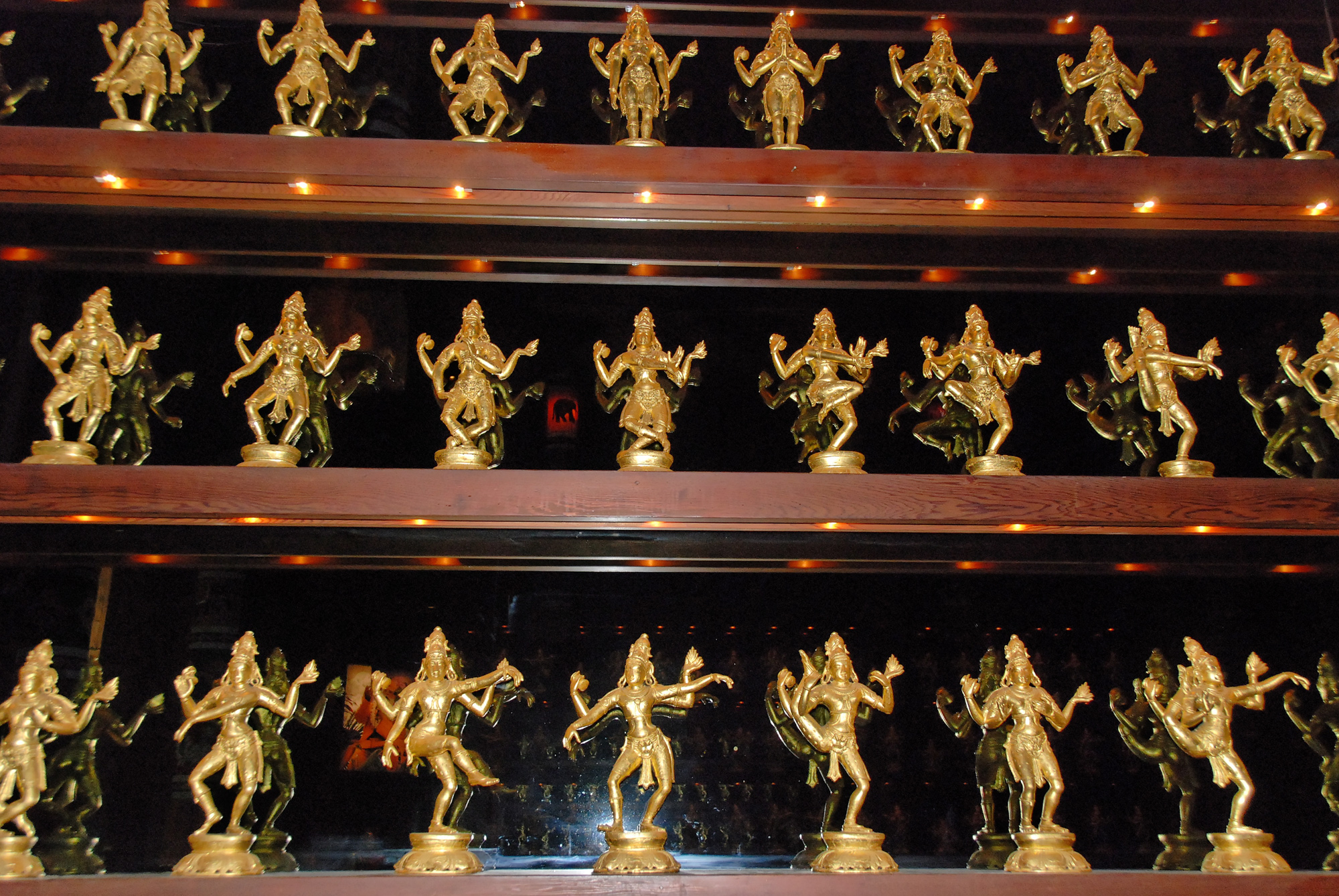
Статуетки, що зображують 108 позицій тандави

Тандава (там. தாண்டவம்) — божественний танець, який виконує індуїстський бог Шива.

## Витоки
Перший літературний опис тандави зустрічається в Натья-шастрі — стародавньому індійському трактаті, присвяченому театральному мистецтву, що за різними оцінками датується 500 р. до н. е. — 500 р. н. е. Канонічний образ Шиви як танцюючого бога (Натараджі) склався в Х столітті. У часи династії Чола починають з'являтися бронзові зображення танцюючого Шиви, танець якого — тандава — створює і руйнує світ в кінці кожної кальпи.
У більш пізній релігійній традиції з'являються згадки про інших богів, окрім Шиви, які також виконують тандаву: Ганешу, Крішну тощо. У джайнських текстах зустрічається опис бога Індри, що танцює тандаву на честь Рішабхи.
У сучасній Індії, особливо її південній частині, танець тандава часто виконується під час релігійних свят як частина священних вистав.

## Елементи
Традиційно вважається, що тандава складається з 32 ангахар і 108 каран. Карана — це танцювальна позиція, яка є комбінацією жестів руками і ногами. Ангахара складається з семи або більше каран. 108 каран можуть виконуватися у ході танцю чи бою.

## Різновиди
В індуїстських писаннях перелічується багато різновидів тандави, хоча розходяться вони здебільшого в деталях. Наприклад, такі шість видів танцю тандава:
- адбхута тандава — подив, диво, творіння;
- ананда тандава — екстаз, захоплення життям;
- анаварата тандава — нескінченний танець, вічність;
- самхара тандава — руйнування, процес розпаду;
- пралена тандава — кінець, розчинення в порожнечі.

В інших версіях їх може бути до шістнадцяти.

## Трактування

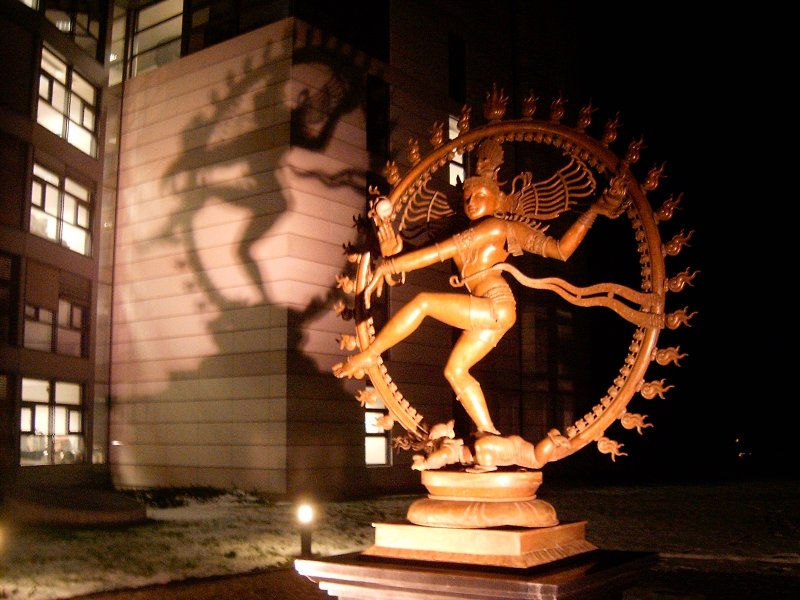
Статуя Шиви Натараджі, що виконує тандаву, поблизу штаб-квартири CERN

Танець Шиви є алегоричним зображенням п'яти основним проявів вічної енергії в індуїзмі, п'яти елементів діяльності Шиви. По-перше, це творіння, срішті. Танцюючий Шива тримає в правій руці барабанчик-дамару у формі пісочного годинника. Перший звук, виданий цим барабанчиком, знаменує початок світу. Дамару задає ритм танцю Шиви і пульс всесвіту. Так само він символізує єднання жіночого і чоловічого начала: два взаємопроникних конуса.
Потім це збереження, стітхі. Нижня права рука танцюриста звернена долонею до глядача: це мудра Абхая («Не бійся»), жест захисту, безпеки. Кобра з розкритим каптуром, що обвиває передпліччя цієї руки — втілення Кундаліні, пробудженої життєвої енергії.
Далі йде поглинання, самхара. Це початок зворотного руху, передвісник руйнування. У лівій верхній руці Шиви — божественний вогонь, агні, який знищить всесвіт у кінці кальпи, щоб потухнути потім в порожнечі.
Наступний прояв — приховування, тіробхава — це ілюзія, майя. Істина прихована за ілюзією, але завдяки цьому виникає можливість пошуку. Під правою ногою Шиви карлик Апасмара (або Міялака), який за різними трактуванням символізує різне: хвороба і смерть, недбалість, неуважність, байдужість, ілюзії; але в першу чергу — невігластво і духовну лінь, які можна побороти.
Останній прояв — милість, ануграха — одкровення, знання, звільнення. Піднята ліва нога символізує звільнення від світу і вихід з кола перероджень, і нижня ліва рука вказує на неї, запрошуючи наслідувати приклад бога.
Навколо Шиви — вогняне кільце, прабхамандала; це енергія і світло в широкому сенсі: енергія і світу, і людської свідомості. Це всесвітня душа, космос і пульсація світів, що виникають в танці Шиви і руйнуються їм. Язики полум'я іноді трактують як мантру АУМ (ОМ) — звук, що символізує повноту творіння (А — пробудження, мирської досвід; У — сни, марення, мани; М — сон без сновидінь, безтурботність, не-проявленість, вищий ступінь просвітлення, Брахман).
Волосся танцюючого Шиви, що розвівається, символізує свободу і життєву енергію, в них можна розгледіти череп (символ перемоги над смертю), півмісяць (символізує земні радощі, чуттєві задоволення) і Гангу.
Вважається, що від звуку браслетів на ногах танцюючого Шиви виникли чотири види мистецтв: музика, спів, танець, театр. Це одна з причин, чому Шиву трактують як вчителя. Він виступає подавцем мудрості, що вказує шлях до звільнення.